# Curro Avalos
Francisco Avalos Luengo (Córdoba, 29 de junio de 1973) es un exjugador de baloncesto, entrenador profesional y empresario español.
Forma parte del histórico Unicaja de Málaga, que de la mano de Nacho Rodríguez, Sergei Babkov, Mike Ansley, Kenny Miller (baloncestista) y Manel Bosch entre otras llegan contra todo pronóstico a la final de la liga acb en el año 1995. Esta hazaña significaría para el equipo malagueño un salto de calidad, y la consideración desde entonces de equipo grande.
En 1996 se casó con Sarai Ortiz, y como fruto de ese matrimonio nacieron sus dos hijos: Pablo y Carla Ávalos.

## Biografía
Se forma en la cantera del Unicaja, equipo con el que debuta en acb. Tiene un rol importante en el Unicaja de Javier Imbroda que se alza con el subcampeonato de la liga acb en el año 1995. Se retira prematuramente debido a problemas en las rodillas en el año 1999. Desde entonces, su vida ha estado orientada al sector financiero: ha cursado estudios de Psicología, es entrenador profesional acreditado por el Instituto Internacional Olacoach, miembro de la IAC (Internacional Association of Coaches), diplomado en PNL (Programación Neurolingüística), empresario y autor del libro “Libera todo tu potencial”, donde ofrece claves esenciales para alcanzar el éxito en la vida. En el año 2011 se incorpora en el programa de Cuatro Ajuste de cuentas, sustituyendo a Vicens Castellano.

## Clubes
- Cantera Caja Ronda.
- 1991-92 Unicaja Ronda Junior.
- 1991-92 ACB. Unicaja Ronda.
- 1992-93 Primera División. Unicaja Baloncesto.
- 1992-93 ACB. Unicaja-Mayoral.
- 1993-94 Primera División. Unicaja Baloncesto.
- 1993-99 ACB. Unicaja.

## Palmarés
- 1994 Eurobasket sub-22. Selección de España. Liubliana. Medalla de Bronce.
- 1994-95 Subcampeón de Liga con el Unicaja Málaga en la temporada 1994-95